# إحسان شردم
إحسان باشا حميد شردم (1938 - 9 يونيو 2024) فريق ركن وطيار أردني من مواليد مدينة عمّان، كان من كبار ضباط سلاح الجو الملكي الأردني ومن أعيان الشراكسة في الأردن. دخل الخدمة العسكرية طياراً مقاتلاً في سلاح الجو الملكي الأردني.
يعتبر من نسور الجو الأبطال الذين شاركوا في معركة السموع  وحرب الأيام الستة في حزيران 1967م ضد العدو الصهيوني. حيث أسقط عدة طائرات إسرائيلية، وشهد له ببطولاته في هذه الحرب الملك الحسين بن طلال في كتابه (مذكرات ملك).
تدرج بالرتب والمناصب العسكرية المختلفة في سلاح الجو، حتى تقلد منصب قائد سلاح الجو الأردني عام 1983م. وبعد عدة سنوات أصبح رئيسا لهيئة الأركان للقوات الجوية في الجيش العربي الأردني حيث تقاعد من الخدمة في القوات المسلحة الأردنية برتبة فريق.
وقد امتاز خلال خدمته المخلصة الطويلة لأمته ووطنه ومليكه بشجاعته وإتقانه لعمله ودماثة خلقه، وببذله المساعدات الإنسانية الممكنة لكل من التجأ إليه أو طلب منه ذلك. وطائرته التي شارك فيها بمعركة السموع موجودة كنصب تذكاري في مدخل صرح الشهيد الأردني عند المدينة الرياضية.

## وفاته
توفي مساء الأحد 9 يونيو 2024 عن عمر ناهز 85-86 عامًا.